# Косцелецкий, Станислав
Станислав Косцелецкий (1460 — 27 декабря 1534) — государственный деятель Польского королевства, староста нешавский (с 1490), члухувский (с 1493), каштелян иновроцлавский (1501—1511), воевода иновроцлавский (1511—1520), староста мальборкский (с 1512), штумский (1513—1530), быдгощский (1515—1534) и гневковский (с 1515), воевода бжесць-куявский (1520—1522), гетман Прусской земли (с 1517), воевода серадзский (1522—1523), калишский (1523—1525) и познанский (1525—1534), староста свецкий и тухольский.

## Биография
Представитель польского шляхетского рода Косцелецких герба «Огоньчик». Младший (третий) сын воеводы иновроцлавского Яна Косцелецкого (1415—1475). Старшие братья — подскарбий великий коронный Анджей Косцелецкий (1455—1515) и воевода бжесць-куявский Николай Косцелецкий (ум. 1510).
Родился в родовом имении Косцелецких — Косцельце под Иновроцлавом. Ничего не известно о его детстве и юности. Своим продвижением по карьерной лестнице в некоторой степени он был обязан своему брату, подскарбию великому коронному Анджею Косцелецкому. В 1480-х годах известен с титулом старосты нешавского, в 1493 году стал старостой члухувским, а в 1501 году был назначен каштеляном иновроцлавским. Польский король Александр Ягеллончик назначил его своим дворянином, в 1503 году — королевский посол на провинциальный сеймик в Коло. Участвовал в избрании на польский королевский трон Сигизмунда Старого.
В 1511 году Станислав Косцелецкий получил от короля Сигизмунда Старого должность воеводы иновроцлавского, носил это звание до 1520 года. С 1512 года — староста мальборкский. В Мальборке ремонтировал замковые стены, следил за замками в Королевской Пруссии и заботился о безопасности на дорогах. В 1513 году стал назначен королевским делегатом к поморскому князю Богуславу Х Великому, присутствовал на свадьбе его сына Ежи с Амелией, дочерью рейнского курфюрста Филиппа Виттельсбаха. Также ездил с посольством к великому магистру Тевтонского ордена Альбрехту Бранденбургскому.
В марте 1517 года Станислав Косцелецкий был назначен гетманом Прусской земли. После начала последней войны с Тевтонским орденом в ноябре 1520 года вместе с королём Сигизмундом находился в замке Быдгощь. Зимой 1520 года Николай Косцелецкий защищал линию по р. Висла от немецких отрядов, высланные из Бранденбурга на помощь Тевтонскому ордену, предотвращая прибытия подкреплений в орденские владения. Своими действиями внес вклад в ослабление Тевтонского ордена, который потерпел поражение и вынужден был в 1521 году просить перемирия у польского короля. В награду в 1520 году Станислав Косцелецкий получил от короля должность воеводы бжесць-куявского. В 1522 году был назначен воеводой серадзским, а через год получил должность воеводы калишского. В 1525 году Станислав Косцелецкий был назначен Сигизмундом Старым воеводой познанским.
В феврале 1525 года С. Косцелецкий вместе с другими королевским послами ездил в Щецин, где заключил договоры о дружбе с поморскими князьями Ежи I и Барнимом IX, а также с мекленбургским герцогом Генрихом III. В 1525 году в составе королевской комиссии был отправлен в Гданьск. В 1530 году принимал участие в торжествах по случаю коронации Сигизмунда Августа.
Занимая высокие государственные должности, не забывал о своей земельной собственности. Вместе с братьями Анджеем и Николаем владел крупными имениями, стремился их укрепить и расширить. Скупил и сосредоточил в своих руках королевские имения. Он проводил успешные покупки имений и финансовые операции. В 1501 году арендовал у жителей Торуни и получил от короля разрешение на строительства моста между Торунью и Дыбовом и сиключительное право на пересечение Вислы на этом участке. В 1508 году выкупил у своего старшего брата Николая ясеницкие имения, в 1513 году купил у епископа вармийского Фабиана Ленжанского староство штумское, которое в 1530 году заменил на члухувское. В это время он завладел имениями своих племянниц, дочерей Николая, которые находились под его опекой после смерти отца. В 1515 году после смерти своего другого брата, подскарбия великого коронного Анджея Косцелецкого, Станислав унаследовал его богатые поместья вместе с опекой над его племянницей Беатой.
Станислав Косцелецкий был образованным человеком и имел широкие интересы. Его связывала дружба с известными гуманистами, в том числе с поэтом Яном Дантышеком и епископом краковским Петром Томицким.
25 декабря 1534 года воевода познанский Станислав Косцелецкий, позвращаясь из сейма в Пётркуве, скончался в имении своей дочери в Соколове близ Гостынина. Место его захоронения до сих пор не известно.

## Семья
Имя и происхождение его жены не известно.
Дети:
- Барбара Косцелецкая, жена воеводы плоцкого Феликса Шренского (ок. 1498—1554)
- Ян Януш Косцелецкий (1490—1545), каштелян ковальский (1514) и ленчицкий (1535), воевода иновроцлавский (1538—1540), бжесць-куявский (1540—1542) и ленчицкий (1542—1545), староста накловский, быдгощский и тухольский.